# Wapen van Campeche
Het wapen van Campeche is het officiële symbool van Campeche, een van de staten van Mexico, gelegen op het schiereiland Yucatán. Oorspronkelijk werd het wapen in 1777 door Karel III van Spanje aan de gelijknamige staatshoofdstad Campeche verleend, waarvan het ook nog steeds het symbool is.
Het wapen bestaat uit een gekroond wapenschild met versierselen. Het schild is ingedeeld in vier kwartieren. Het eerste en laatste kwartier tonen een kasteel op een rode achtergrond, het symbool van Castilië, en moeten kracht en eer uitstralen. Het tweede en derde kwartier tonen een galjoen op een blauwe achtergrond als symbool van loyaliteit. De galjoenen verwijzen ook naar de belangrijke havenfunctie die Campeche zowel voor de economie als de marine had in de Spaanse koloniale tijd.
Het wapen staat centraal in de niet-officiële vlag van de staat Campeche.